# Сулейменов, Олжас Мухамедгалымович
Олжас Мухамедгалымович Сулейменов (каз. Олжас Мұхамедғалымұлы Сүлейменов; род. 2 июля 1980, Павлодар, Павлодарская область, Казахская ССР, СССР) — казахстанский дипломат. Чрезвычайный и полномочный посол Республики Казахстан в Швеции (с 2024 года).

## Биография
В 2002 году окончил Алматинский государственный университет имени Абая. В 2011 году получил степень магистра в Ноттингемском университете по международной программе «Болашак».
В 2002 году начал дипломатическую карьеру с должности специалиста Департамента консульской службы Министерства иностранных дел Республики Казахстан (МИД РК). В 2003—2004 годах — атташе департамента Европы и Америки МИД РК, в 2004—2005 годах — атташе, третий секретарь канцелярии министра иностранных дел.
В 2008—2011 годах — помощник руководителя аппарата Сената Парламента Казахстана, в 2011—2012 годах — главный консультант отдела межпарламентских связей и международного сотрудничества аппарата Сената Парламента Казахстана.
В 2012—2013 годах — консультант Центра стратегических разработок и анализа Администрации президента Казахстана.
В 2013—2015 годах — заместитель заведующего отделом внешних связей и протокола канцелярии премьер-министра Казахстана.
В 2015—2020 годах работал в посольстве Казахстана в Испании на должностях советника и советника-посланника. В 2020—2022 годах — заместитель директора департамента Америки МИД РК, в 2022—2024 годах — директор департамента Европы МИД РК.
С 6 сентября 2024 года — чрезвычайный и полномочный посол Республики Казахстан в Королевстве Швеция. С 21 апреля 2025 года — чрезвычайный и полномочный посол Республики Казахстан в Королевстве Дания по совместительству.